# Pod Lasem (Suliszka)
Pod Lasem – część wsi Suliszka (do 31 grudnia 2002 wieś) w Polsce, położona w województwie mazowieckim, w powiecie radomskim, w gminie Wierzbica.